# Cuenca neuquina
Se denomina cuenca neuquina, cubeta neuquina o paleogolfo neuquino a una cuenca sedimentaria de trasarco, posicionada sobre la placa Sudamericana en la región centro-occidental de la Argentina y rellenado en un paleogolfo del Pacífico, el cual se constituyó desde el Triásico Tardío hasta el Cretácico Temprano.
Representa la principal cuenca petrolífera y gasífera del Cono Sur de Sudamérica, por el elevado volumen de hidrocarburos naturales —como el petróleo crudo y el gas natural— almacenados en el subsuelo.

## Localización geográfica
La cuenca Neuquina se despliega por el subsuelo de las provincias argentinas del Neuquén (centro, este y norte), Mendoza (el sur y sudoeste), Río Negro (el norte y noroeste) y La Pampa (el sudoeste). Le corresponde una superficie de más de 200 000 km².
Límites de la cuenca
El límite occidental lo constituye el arco volcánico sobre el cual se levantaron posteriormente los Andes; el límite austral es el macizo Nordpatagónico; hacia el nordeste topa el sistema de la Sierra Pintada.

## Origen y formaciones que la integran
El origen de la cuenca Neuquina fue un colapso termo-tectónico detrás de un arco magmático estacionario, el cual definió una cuenca de retroarco multiepisódica, localizada en el margen oeste de la placa Sudamericana y sobre la corteza continental; esto ocurrió en el Triásico Superior o Tardío, hace unos 220 millones de años. Durante todo el Jurásico y hasta el Cretácico Inferior o Temprano dicha cuenca constituyó una destacada zona de sedimentación al formarse un engolfamiento del Proto-Pacífico, el cual cubría con sus aguas lo que hoy es el centro-oeste y sudoeste argentino. La Cordillera de los Andes aún no se había elevado, por lo que este cuerpo marino estaba segregado de las aguas abiertas del océano Pacífico por un rosario de islas volcánicas orientadas de norte a sur.
El grupo Cuyo
Durante el Jurásico Temprano a Medio, el Grupo Cuyo incidió sobre toda la cuenca Neuquina al realizar el primer episodio de masiva sedimentación marina, con depósitos que en algunas zonas (como las de la sierra de la Vaca Muerta o las de Portada Covunco) supera espesores de 600 m de sucesiones sedimentarias de dicho grupo.
Su porción basal está manifestada litológicamente por la presencia de una densa sucesión de pelitas de plataforma y de lutitas negras, las que gradan hacia las areniscas finas de la Formación Los Molles, las cuales han sido acumuladas en sistemas deltaicos.
En la evolución sedimentaria a estos les suceden cuerpos lenticulares y tabulares asignados a la Formación Lajas, compuestos por areniscas y fangolitas, siendo menor la presencia de conglomerados. Estos sedimentos, depositados durante buena parte del Jurásico Temprano y Medio y que en ocasiones llegan a alcanzar potencias máximas aflorantes de alrededor de 500 metros estratigráficos, fueron atribuidos a acumulaciones en ambientes deltaicos alterados por descargas hiperpícnicas y en parte reelaborados por corrientes de marea y/u oleaje.
Otros grupos
Sobre la Formación Las Lajas del grupo Cuyo se depositaron sucesivamente las formaciones: Tábanos, Lotena, La Manga (las tres del grupo Lotena) y sobre ellas las formaciones del grupo Mendoza: Auquilco (de evaporitas), Tordillo (de areniscas y conglomerados), Vaca Muerta (de fangolitas), Quintuco, Mulichinco (ambas de areniscas y conglomerados) y Agrio (de fangolitas), seguidas por varios estratos litológicos mayormente de areniscas y conglomerados: las dos formaciones del grupo Rayoso (Huitrín y Rayoso), continuadas más modernamente por las del grupo Neuquén.

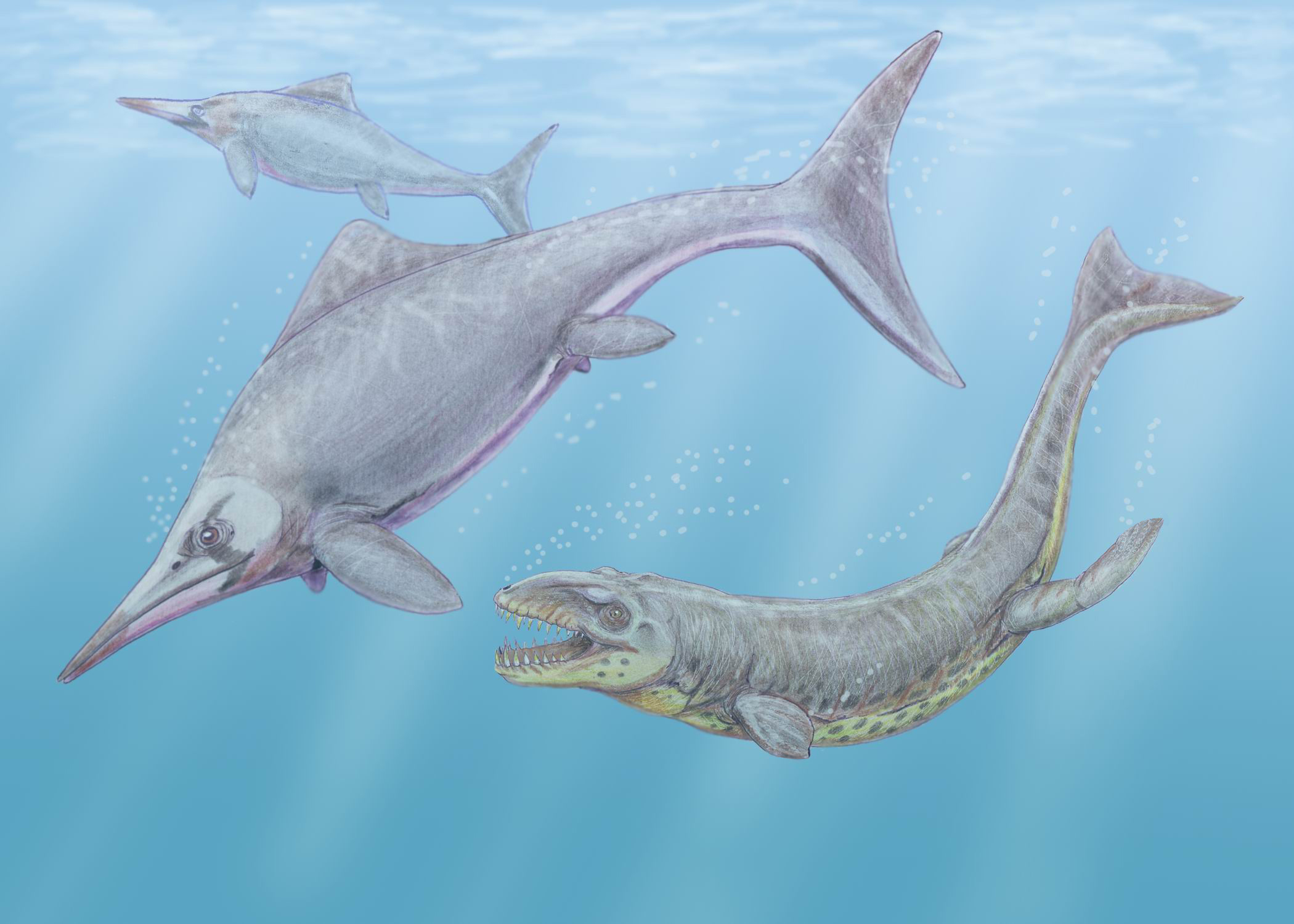
Dakosaurus andiniensis (a la derecha) y Caypullisaurus bonapartei (a la izquierda), dos reptiles marinos que habitaron el golfo neuquino que dio origen a esta cuenca sedimentaria.

### Etapas de acumulación sedimentaria
Los depósitos que la integran representan un registro estratigráfico continuado de entre 4 y 7 km de espesor de rocas sedimentarias, acumuladas tanto en ambientes marinos como en continentales, desde Triásico Superior hasta el Paleoceno.
La Cuenca Neuquina se originó en el Triásico superior por formación de surcos extensionales de la placa continental que se llenaron con sedimentos volcánicos y clásticos. Al elevarse moderadamente  el arco magmático de los Proto-Andes durante el Jurásico, la cuenca recibió sedimentos marinos por las aguas del Pacífico (Engolfamiento Neuquino). Hacia mediados del Cretácico, una parcial inversión y el pasaje de sedimentación marina a continental cambiaron la calidad de sus depósitos y su contenido fosilífero. La cuenca se depositó a lo largo de tres fases fundamentales.
Primera etapa
La primera etapa ocurrió en el Triásico Tardío al Jurásico Temprano. En ella se acumula materiales volcánicos y volcanoclásticos asignados al Grupo Precuyo.
Segunda etapa
La segunda etapa transcurrió desde el Jurásico Temprano hasta el Jurásico Tardío. Durante esta etapa se acumularon (sobre un relieve irregular por cambios tectónicos y del nivel de base) depósitos marinos y continentales, mayormente de origen clástico, adscritos a los grupos Cuyo y Lotena.
Tercera etapa
La tercera etapa se produjo desde el Jurásico Tardío hasta el Cretácico Tardío. En ella se depositó una gruesa sucesión marina y continental asignada a los grupos Mendoza, Rayoso y Neuquén.
Hacia el Cretácico Tardío, ocurrió el ascenso del arco magmático y su paulatina mutación hacia una cuenca de antepaís, escenario el cual se mantuvo hasta el Cenozoico.

## Biota
Excediendo los 4000 metros de espesor, la cuenca neuquina contiene un sorprendente registro de fósiles marinos, en especial del Jurásico superior (150 millones de años atrás) al Cretácico inferior (140 millones de años atrás) y un registro continental reconocido mundialmente de vertebrados donde destacan los dinosaurios cretácicos (de 130 a 65 millones de años atrás).
En estas aguas engolfadas habitaban multitud de especies faunísticas -desde reptiles marinos a cetáceos y peces- y una abundante flora y fauna ribereña, en la que destacan numerosos dinosaurios de tamaños variados, incluyendo algunos gigantescos. Los restos orgánicos de esta diversidad biótica son el origen de los abundantes depósitos petrolíferos y gasíferos.
Entre la herpetofauna marina, abundaban plesiosaurios, tortugas, cocodrilos metriorrínquidos y especialmente grandes ictiosaurios, los cuales representaban las cimas de las redes tróficas ya que tenían el rol de ser grandes predadores, entre los cuales resalta Dakosaurus andiniensis. Una notable localidad, Cerro Lotena, en donde aflora la Formación Vaca Muerta, permitió el hallazgo en 1989 del notable Caypullisaurus bonapartei, el cual tenía una longitud de cerca de 7 metros. La fauna incluye también cocodrilos marinos como Geosaurus araucanensis, peces y tortugas acuáticas como Neusticemys neuquina y Notoemys laticentralis.
Otra importante localidad fosilífera es Chacaico Sur (formaciones geológicas Los Molles y Lajas), de donde se colectaron los esqueletos del plesiosaurio Maresaurus coccai y los ictiosaurios Chacaicosaurus cayi y Mollesaurus perihallus.
Entre los abundantisimos invertebrados marinos destacan moluscos cefalópodos del grupo de los amonites, como Argentiniceras noduliferum, Spiticeras damesi, Neocomites wichmanni, Olcostephanus, Pseudofavrella angulatiformis y Karakaschiceras attenuatus.
Los dinosaurios del Cretácico
Una vez que la cuenca se colmató y el mar se fue retirando, quedó una zona baja donde desembocaban numerosos ríos. En sus valles bien vegetados habitaron vertebrados terrestres de diversos tipos, de donde proviene la mayor parte del conocimiento de las faunas de dinosaurios de América del Sur. Con unas 50 especies válidas de dinosaurios cretácicos, el Cretácico Inferior posee los restos del dinosaurio saurópodo Leinkupal laticauda del Cretácico más inferior, el saurópodo Amargasaurus cazaui, con sus espinas sobre el lomo, y en el Cretácico superior destacan a nivel mundial el terópodo carcarodontosáurido Giganotosaurus carolini y el abelisaurio Skorpiovenator bustingorryi. También provienen de la misma zona los saurópodos Limaysaurus tessonei y Choconsaurus baileywillisi, Cathartesaura anaerobica y Ligabuesaurus leanzai.
Un poco más modernos, destacan 	los colosales saurópodos Argentinosaurus huinculensisy Futalognkosaurus dukei, y los más modestos Rinconsaurus caudamirus, Pitekumsaurus macayai, Petrobrasaurus puestohernandezi, Narambuenatitan palomoi, Muyelensaurus pecheni, Overosaurus paradasorum, Bonitasaura salgadoi y Neuquensaurus australis. También sorprenden los terópodos Buitreraptor gonzalezorum, Mapusaurus roseae, Aucasaurus garridoi, Viavenator exxoni, Unenlagia paynemili, Megaraptor namunhaiquii, Alnashetri cerropoliciensis y Murusraptor barrosaensis.
Otros sorprendentes hallazgos incluyen restos de nidadas y embriones de saurópodos titanosaurios.
La flora destaca por el hallazgo no solo de vastos bosques petrificados con maderas de podocarpáceas sino también por hojas y flores de angiospermas.